# Thryophilus
Genre
Thryophilus est un genre de passereaux de la famille des Troglodytidae. Il se trouve à l'état naturel en Amérique centrale,, et dans le Nord de l'Amérique du Sud,,.

## Liste des espèces
Selon la classification de référence du Congrès ornithologique international (version 8.1, 2018) :
- Thryophilus nicefori (Meyer de Schauensee, 1946) — Troglodyte de Niceforo
- Thryophilus pleurostictus (Sclater, PL, 1860) — Troglodyte barré
  - Thryophilus pleurostictus acaciarum (Brodkorb, 1942)
  - Thryophilus pleurostictus lateralis Dickey & van Rossem, 1927
  - Thryophilus pleurostictus nisorius (Sclater, PL, 1870)
  - Thryophilus pleurostictus oaxacae (Brodkorb, 1942)
  - Thryophilus pleurostictus oblitus (van Rossem, 1934)
  - Thryophilus pleurostictus pleurostictus (Sclater, PL, 1860)
  - Thryophilus pleurostictus ravus Ridgway, 1903
- Thryophilus rufalbus (Lafresnaye, 1845) — Troglodyte rufalbin
  - Thryophilus rufalbus castanonotus Ridgway, 1888
  - Thryophilus rufalbus cumanensis (Cabanis, 1861)
  - Thryophilus rufalbus minlosi von Berlepsch, 1884
  - Thryophilus rufalbus rufalbus (Lafresnaye, 1845)
  - Thryophilus rufalbus sylvus (Phillips, AR, 1986)
- Thryophilus sinaloa Baird, SF, 1864 — Troglodyte du Sinaloa
  - Thryophilus sinaloa cinereus Brewster, 1889
  - Thryophilus sinaloa russeus Nelson, 1903
  - Thryophilus sinaloa sinaloa Baird, SF, 1864
- Thryophilus sernai Lara, Cuervo, Valderrama, Calderón-Franco & Cadena, 2012 — Troglodyte de Serna